# Листівка татові
«Листівка татові» (англ. Postcard to Daddy) — німецький документальний фільм 2010 року, поставлений режисером Міхаелем Штоком. Світова прем'єра стрічки відбулася 16 лютого 2010 року на 60-му Берлінському міжнародному кінофестивалі. Прем'єра в Україні відбулася на 40-му Київському міжнародному кінофестивалі «Молодість», де фільм отримав приз «Сонячний зайчик» за найкращий фільм (разом з фільмом «Братерство»).

## Сюжет
У дитинстві Міхаель Шток зазнав сексуального приниження від рідного батька. Через 25 років він все ще намагається знайти себе. Розмовляючи зі своїми друзями, сім'єю і з собою, він намагається усвідомити наслідки цього вчинку для кожного з членів сім'ї. На старих сімейних відеозаписах здається, що ця сім'я цілком щаслива, витяги ж з першого власного фільму Міхаеля дають можливість зрозуміти, наскільки подорослішав Міхаель і як йому важко з цією травмою на душі.

## Визнання
| Нагороди та номінації фільму «Листівка татові» | Нагороди та номінації фільму «Листівка татові»  | Нагороди та номінації фільму «Листівка татові»  | Нагороди та номінації фільму «Листівка татові» | Нагороди та номінації фільму «Листівка татові» | Нагороди та номінації фільму «Листівка татові» |
| Рік                                            | Кінофестиваль/кінопремія                        | Категорія/нагорода                              | Номінант                                       | Результат                                      |                                                |
| ---------------------------------------------- | ----------------------------------------------- | ----------------------------------------------- | ---------------------------------------------- | ---------------------------------------------- | ---------------------------------------------- |
| 2010                                           | Берлінський міжнародний кінофестиваль           | Приз журі читачів Siegessäule                   | Михаель Шток                                   | Перемога                                       |                                                |
| 2010                                           | Міжнародний кінофестиваль у Чикаго              | Золотий Г'юго за найкращий документальний фільм | Листівка татові                                | Номінація                                      |                                                |
| 2010                                           | Київський міжнародний кінофестиваль «Молодість» | Приз Сонячний зайчик за найкращий фільм         | Листівка татові                                | Перемога                                       |                                                |